# لرزه‌شناسی خورشیدی

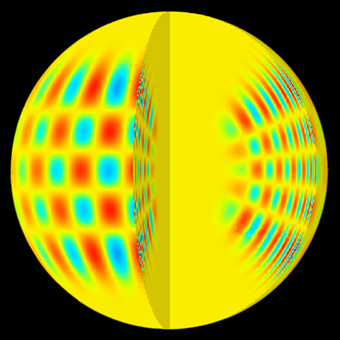
انتشار نوسان‌های موج‌های خورشیدی - تصویر کامپیوتری حالت نوسان آکوستیک خورشیدی را در درون و بر سطح خورشید نشان می‌دهد. طول موج‌های صوتی با نزدیک‌تر شدن به مرکز خورشید تقویت می‌شوند

لرزه‌شناسی خورشیدی (به انگلیسی: Helioseismology) شاخه‌ای از ستاره‌شناسی و یکی از روش‌های بکار گرفته شده در اخترفیزیک است که به کمک روش‌هاو دانسته‌های دانش لرزه‌شناسی و داده‌های رصدی؛ برای پی بردن به ساختار درونی این ستاره، به بررسی نوسان‌ها و لرزه‌ها و به ویژه به مطالعه انتشار نوسان‌های موج‌های خورشیدی می‌پردازد. به سخنی دیگر: لرزه‌شناسی خورشیدی جستاری است که می‌کوشد ساختار درونی خورشید را با تجزیه و تحلیل نوسان‌ها و امواج صوتیش مطالعه و بررسی کند.
ناآرامی‌های سطح خورشید از غوغای درونی آن است ولی بر خلاف زمین، این ناآرامی‌ها در منطقه همرفت حرارتی در نزدیکی سطح خورشید است و نه از ژرفنای آن سرچشمه می‌گیرد.
دستاوردهای لرزه‌شناسی خورشیدی نشان داد که مسئله نوترینوی خورشیدی به خاطر اشتباه بودن دانسته‌های اخترشناسان در بارهٔ ساختار درونی خورشید نیست. 